# ТЕС Ваді-Хоф
ТЕС Ваді-Хоф — теплова електростанція в Єгипті, розташована менш ніж за 10 км від південної околиці Каїра.
У 1985 році на площадці станції встановили три парові турбіни Brown Boveri & Cie типу GT9D1 одиничною потужністю по 33,3 МВт. Станом на середину 2010-х років внаслідок зносу фактична потужність станції рахувалась на рівні 75 МВт.